# Стадион Хунгарија керут

Стадион Хунгарија керут (мађ. Hungária körúti stadion) је био стадион у Јожефварошу, Будимпешта, Мађарска. Стадион је отворен 1912. године и служио је као дом за фудбалски клуб МТК Будимпешта до 1945. године. Стадион је срушен током Другог светског рата, а на његовом месту је изграђен нови у периоду од 1946. до 1947. године.

## Историја
Главни ривал МТК Будимпеште, Ференцварош, је отворио свој нови стадион 1911. године, што је подстакло МТК Будимпешта да започне изградњу свог новог стадиона. Све већи број гледалаца МТК Будимпешта није могао да се смести на Миленијумски спортски комплекс или на терен МАКа. У пролеће 1911. године МТК је добио парцелу земље на углу Хунгарија керут (Hungária kőrút) и Темете диле (Temető dűlő) за номиналну закупнину од једног златника годишње. До лета, компанија за стадион прикупила је 400.000 златних круна што му је омогућило да почне изградњу. Терен се састојао од терена величине 100 m × 60 m (330 ft × 200 ft) окружен атлетском стазом за домаћинство међународних атлетских такмичења. Две трибине, са стране, биле су повезане каменим степеницама са свлачионицама и пратећим објектима испод главне трибине. Стадион је отворен 31. марта 1912. године прволигашком утакмицом МТК Будимпешта – Ференцварош, која је завршена победом домаћина резултатом 1 : 0. У јесен 1912. године почела је изградња клупских просторија, коју је пројектовао Карољ Марковитц, која је отворена у децембру 1913. У клупској кући се налазила сала за рвање, мачевање, канцеларије и ресторан.
Стадион је претрпео оштећења током Другог светског рата и потпуно је обновљен након 1945. године.

## Прва утакмица
| МТК Будимпешта ФК      | 1 : 0         | Ференцварош ТК |
| ---------------------- | ------------- | -------------- |
| Барнабаш Беше 34’, 43’ | [ (Извештај)] |                |